# 山賊打線
山賊打線（さんぞくだせん）は、日本のプロ野球チームである埼玉西武ライオンズ（パシフィック・リーグ所属）の歴史上、複数使用された打線に対する愛称である。
最初に使用されたのは、チームが太平洋クラブライオンズを名乗り福岡県福岡市（平和台野球場）を本拠としていた1975年で、次に埼玉県所沢市に本拠を置く現行の球団名での2018年・2019年シーズンである。後者の例においては、獅子おどし打線の呼称が用いられる例もある。

## 太平洋クラブライオンズ時代
1975年に大洋ホエールズから移籍し、選手兼任監督に就任した江藤慎一によるチームである。当時のチームは江藤を筆頭に、白仁天、土井正博らトレードで獲得したベテラン選手が打線の中軸を担い、豪放磊落な江藤の人柄も相まってこの呼称が付いた。
また、2代目の応援歌「君こそライオンズ」と併用されてこの年に発表・発売された公式球団歌「惚れたぜライオンズ」（作詞：本間繁義、作曲：高田勝、編曲：神保正明、歌唱：中村基樹、発売：東宝レコード）でも、1番の歌詞にある「誰れがつけたか　どんたく打線」と並んで、2番の歌詞で「ごつい顔だよ　山賊打線」と歌われていた。
このシーズン、太平洋は白仁天が首位打者、土井正博が本塁打王を獲得し、チームも3位となったが、新監督としてレオ・ドローチャーを招聘する構想に伴い、江藤が監督退任（ロッテオリオンズへ移籍）したため、「山賊打線」の呼び名はこのシーズン限りであった。

### 主な野手成績
※太字はリーグトップ。
| 打順 | 守備 | 選手               | 打席 | 打率 | 本塁打 | 打点 | 盗塁 | 出塁率 | 長打率 | OPS  | 備考                                               |
| ---- | ---- | ------------------ | ---- | ---- | ------ | ---- | ---- | ------ | ------ | ---- | -------------------------------------------------- |
| 1    | 三   | ドン・ビュフォード | 両   | .276 | 21     | 67   | 12   | .362   | .432   | .794 | 打数リーグ1位                                      |
| 2    | 二   | 基満男             | 右   | .282 | 7      | 27   | 12   | .349   | .362   | .712 | 犠打リーグ1位                                      |
| 3    | 右   | マティ・アルー     | 左   | .282 | 8      | 45   | 7    | .324   | .408   | .733 | 二塁打リーグ1位                                    |
| 4    | 一   | 土井正博           | 右   | .260 | 34     | 82   | 2    | .354   | .491   | .845 | 本塁打王                                           |
| 5    | 中   | 白仁天             | 右   | .319 | 16     | 53   | 13   | .349   | .504   | .853 | 首位打者、ベストナイン（外）                       |
| 6    | DH   | 江藤慎一           | 右   | .228 | 8      | 36   | 2    | .275   | .351   | .626 | 選手兼任監督。通算2000本安打、全球団本塁打を達成。 |
| 7    | 左   | 竹之内雅史         | 右   | .267 | 19     | 55   | 6    | .341   | .458   | .799 | 死球リーグ1位                                      |
| 8    | 捕   | 楠城徹             | 右   | .246 | 2      | 31   | 18   | .313   | .313   | .626 |                                                    |
| 9    | 遊   | 梅田邦三           | 右   | .167 | 0      | 8    | 5    | .247   | .191   | .438 |                                                    |

| 守備  | 選手     | 打席 | 打率 | 本塁打 | 打点 | 盗塁 | 出塁率 | 長打率 | OPS  | 備考                          |
| ----- | -------- | ---- | ---- | ------ | ---- | ---- | ------ | ------ | ---- | ----------------------------- |
| 捕    | 西沢正次 | 右   | .239 | 3      | 15   | 1    | .296   | .363   | .659 | 55試合に出場                  |
| 内    | 吉岡悟   | 左   | .219 | 2      | 7    | 4    | .248   | .343   | .591 | 69試合に出場                  |
| 内    | 国貞泰汎 | 右   | .195 | 0      | 7    | 3    | .240   | .221   | .461 | 55試合に出場 この年限りで引退 |
| 内/外 | 真弓明信 | 右   | .311 | 1      | 8    | 5    | .364   | .393   | .757 | 78試合に出場                  |
| 内/外 | 山村善則 | 右   | .276 | 3      | 5    | 0    | .344   | .621   | .964 | 32試合に出場                  |
| 外    | 藤井栄治 | 左   | .254 | 4      | 27   | 2    | .331   | .351   | .682 | 90試合に出場                  |
| 外    | 大田卓司 | 右   | .276 | 5      | 21   | 1    | .337   | .539   | .876 | 43試合に出場                  |
| 外    | 吉田誠   | 右   | .219 | 2      | 3    | 0    | .306   | .406   | .712 | 71試合に出場 この年限りで引退 |

### 主なチーム記録
- 打率.261（リーグ1位）
- 安打1139本（リーグ1位）
- 本塁打135本（リーグ2位）
- 得点530（リーグ2位）
- 盗塁95（リーグ4位）

## 埼玉西武ライオンズ時代 (2018年)
2018年の埼玉西武ライオンズは辻発彦監督の2年目のシーズンで、前年の2017年は79勝61敗3分で4年振りのAクラスとなるシーズン2位の戦績を残していた。
2018年シーズン開幕戦から、埼玉西武は8連勝を記録し単独首位に立った。打撃面では中軸の前後を打つ外崎修汰、源田壮亮が走力を生かした高い得点力を示し、彼らも含めた活発な攻撃が指摘された。5月6日の対東北楽天ゴールデンイーグルス戦（楽天生命パーク）終了時点でチーム打率.295という圧倒的な成績を挙げ、その打線の破壊力はかつての福岡ダイエーホークスの「ダイハード打線」に匹敵すると称されている。
秋山翔吾、浅村栄斗、山川穂高、中村剛也、森友哉、栗山巧らも含めた打線は、前記のような圧倒的な強打を誇ることから「山賊打線」「獅子舞打線」「ネオ野武士打線」などと呼ばれるようになった。なお、埼玉西武の「山賊打線」についてはスポーツ紙よりも先にSNS等で使用され、コラムニストで北海道日本ハムファイターズファンのえのきどいちろうがそれを目にしてから出演した4月30日のTBSラジオの「荻上チキ・Session-22」でこの言葉を多用したと述べている。この年、スポーツ紙で最初に「山賊打線」を使用したのは5月4日付の日刊スポーツであった。一方、監督の辻発彦は、打線の活躍に対してメディアが様々な呼称を打ち出す中、7月上旬に自ら「獅子おどし打線」という名称を提案した。
9月に入ってからも12連勝を記録するなど勢いは衰えず、9月30日に開幕から一度も首位を譲ることのないまま、2008年以来となる10年振り22度目の優勝を決めた。最終的にチーム本塁打数（196本）こそシーズン2位の福岡ソフトバンクホークス（202本）に劣ったものの、チーム1351安打・792得点・761打点・566四球はいずれも球団記録を更新するものであった。主に1 - 4番を務めた秋山・源田・浅村・山川の4名は全試合出場を記録し、秋山が最多安打、浅村が打点王、山川が本塁打王のタイトルをそれぞれ獲得した。
記録的な得点力を発揮した打線の一方で、2018年のチーム防御率4.24および失点653は、同年のパ・リーグ最下位であった。防御率がリーグ最下位のチームが優勝したのは、チーム防御率4.98ながら「いてまえ打線」の活躍によって優勝した2001年の大阪近鉄バファローズ以来のことである。「打ち勝つ野球」「打高投低」と評された、敵味方問わず得点シーンの多い試合運びは観客の盛り上がりにもつながり、主催試合の観客動員数は前年比5％増・前回優勝の2008年比では25％増の176万3174人を記録した。

### 主な野手成績
- ここでは、最終的なシーズン打席数が多かった野手9名で先発が構成された、7月9日の対千葉ロッテマリーンズ戦（この試合は先発投手の今井達也が2回途中で5失点を喫するも、その後、打線の反撃で11-5で西武が逆転勝利している）のスターティングメンバーを例示に用いた。実際には1 - 4番はほぼ固定されていたものの、それ以降の打順はかなり流動的だった。例えば炭谷銀仁朗や岡田雅利が先発捕手の試合では、森友哉が指名打者や代打に回った。前半戦の中村剛也の不調時には外崎修汰が三塁に回る試合もあったが、後半戦にかけて中村は復調し徐々に打順を上げた。また9月に外崎が故障離脱した後には木村文紀や斉藤彰吾らが外野の一角を代わって務める機会が増えた。長打力、または走力のある選手が優先的にスタメン起用されたが、唯一の例外として指名打者は前年までのエルネスト・メヒアではなく、栗山巧がレギュラーに定着している。メヒアの不振もあるが、打線のバランスを考慮した判断であった。

| 打 順 | 守 備 | 選 手    | 打 席 | 打 率 | 本 塁 打 | 打 点 | 盗 塁 | 得 点 圏 | 出 塁 率 | 長 打 率 | O P S | 備 考                                                |
| ----- | ----- | -------- | ----- | ----- | -------- | ----- | ----- | -------- | -------- | -------- | ----- | ---------------------------------------------------- |
| 1     | 中    | 秋山翔吾 | 左    | .323  | 24       | 82    | 15    | .320     | .403     | .534     | .937  | 最多安打、ベストナイン（外）、ゴールデングラブ（外） |
| 2     | 遊    | 源田壮亮 | 左    | .278  | 4        | 57    | 34    | .287     | .333     | .374     | .707  | ベストナイン（遊）、ゴールデングラブ（遊）           |
| 3     | 二    | 浅村栄斗 | 右    | .310  | 32       | 127   | 4     | .369     | .383     | .527     | .910  | 打点王、ベストナイン（二）                           |
| 4     | 一    | 山川穂高 | 右    | .281  | 47       | 124   | 0     | .310     | .396     | .590     | .985  | 本塁打王、ベストナイン（一）、最優秀選手             |
| 5     | 捕    | 森友哉   | 左    | .275  | 16       | 80    | 7     | .341     | .366     | .457     | .823  | ベストナイン（捕）                                   |
| 6     | 右    | 外崎修汰 | 右    | .287  | 18       | 67    | 25    | .360     | .357     | .472     | .830  |                                                      |
| 7     | 指    | 栗山巧   | 左    | .256  | 8        | 52    | 1     | .299     | .356     | .400     | .766  |                                                      |
| 8     | 三    | 中村剛也 | 右    | .265  | 28       | 74    | 1     | .319     | .329     | .546     | .876  |                                                      |
| 9     | 左    | 金子侑司 | 両    | .223  | 1        | 34    | 32    | .219     | .303     | .274     | .577  |                                                      |

| 守 備 | 選 手              | 打 席 | 打 率 | 本 塁 打 | 打 点 | 盗 塁 | 得 点 圏 | 出 塁 率 | 長 打 率 | O P S | 備 考                                                  |
| ----- | ------------------ | ----- | ----- | -------- | ----- | ----- | -------- | -------- | -------- | ----- | ------------------------------------------------------ |
| 捕    | 炭谷銀仁朗         | 右    | .248  | 0        | 9     | 0     | .345     | .265     | .310     | .575  | 主に菊池雄星と榎田大樹の捕手として41試合にスタメン出場 |
| 捕    | 岡田雅利           | 右    | .272  | 3        | 7     | 0     | .263     | .327     | .402     | .729  | 主に十亀剣と今井達也の捕手として28試合にスタメン出場   |
| 内    | エルネスト・メヒア | 右    | .212  | 9        | 21    | 0     | .123     | .282     | .373     | .655  | DH、代打としてチーム内最多出場                         |
| 外    | 木村文紀           | 右    | .260  | 3        | 12    | 7     | .292     | .330     | .413     | .744  | 25試合にスタメン出場                                   |
| 外    | 斉藤彰吾           | 左    | .241  | 1        | 8     | 4     | .190     | .330     | .333     | .663  | 22試合にスタメン出場                                   |
| 外    | 松井稼頭央         | 両    | .154  | 0        | 2     | 1     | .125     | .195     | .179     | .375  | 代打、代走などで30試合に出場 この年限りで引退          |
| 外/内 | 熊代聖人           | 右    | .000  | 0        | 0     | 1     | .000     | .100     | .000     | .100  | 代走および内・外野の守備固めとして25試合に出場         |

### 主なチーム記録
- 打率.273（リーグ1位）
- 安打1351本（リーグ1位、球団記録）
- 本塁打196本（リーグ2位）
- 得点792（リーグ1位、球団記録）
- 盗塁132（リーグ1位）

### 外部の評価
2018年の埼玉西武ライオンズに対する他球団からの優勝決定後の評価は以下のようなものである。
- 工藤公康（ソフトバンク監督）：「西武打線はうちの投手陣でも抑えられなかった。ホームランは大きなプレッシャーとなった」
- 栗山英樹（日本ハム監督）：「プレッシャーの中で最後まで選手が頑張り切った。勝負どころで全員が調子を上げたのはすごい」
- 福良淳一（オリックス監督）：「下位でも長打力があり、どこからでもビッグイニングを作ってくる。走塁にも隙がない」
- 井口資仁（ロッテ監督）：「点を取っても何倍も取り返される。1・2・9番の足もあり、理想の打線」
- 平石洋介（楽天監督代行）：「打線は一つも二つも抜けていた。長打もあって足も使える、こんな打線はなかなかない」

## 埼玉西武ライオンズ時代 (2019年)

### 2018年オフの動向
2018年はクライマックスシリーズで福岡ソフトバンクホークスに敗れ、日本シリーズ進出を逃したものの、辻発彦監督はリーグ優勝の手腕が評価され、新たに2019年からの2年契約で監督契約が更新された。
2018年オフの西武野手陣では、正二塁手の浅村栄斗がFA権の行使により東北楽天ゴールデンイーグルスに移籍。長年にわたり主力捕手を務めた炭谷銀仁朗も同じくFAで読売ジャイアンツに移籍した。2018年に古巣西武に復帰した松井稼頭央は現役を引退し二軍監督に就任した。特に、2018年に不動の3番打者として打点王を獲得した浅村の退団は打線の上で影響が大きいものと考えられ、浅村の抜けた3番と二塁手をいかに埋めるかが2019年の西武打線の一大問題として浮上した。一方、FAの動向決定に先立って10月25日に開催されたドラフト会議では、他の11球団が1巡目指名において3名の高卒野手（小園海斗・根尾昂・藤原恭大）で競合する中、西武は唯一、日本体育大学の投手である松本航を単独1位指名するなど、課題の投手力強化をポイントに即戦力投手を重視した指名を行った。また助っ人外国人についても、2017年から3年契約中のエルネスト・メヒアの残留以外に新たな打者の獲得は行われず、西武野手陣は大きな補強のないまま、FA流出の穴をいかに埋めるかを課題として2019年シーズンを迎えることとなった。

### 主な野手成績
- 下記の例は、パ・リーグ優勝を決定した9月24日の対千葉ロッテマリーンズ戦（この試合は先発投手のザック・ニールが6回3失点と抑え、打線も序盤から得点を重ね12-4で西武が勝利した）のスターティングメンバーであり、最終的なシーズン打席数が多かった野手9名で先発が構成されている。開幕時には2018年に続き山川が4番打者であったが、8月に山川が月間打率1割台と不振に陥ったのを機に7番に組み替えられ、中村が2年振りに4番打者に復帰した。また浅村の退団した3番打者には、開幕から秋山や外崎など試行錯誤が続いたが、夏場から首位打者を争う森が据えられ固定された。最終的には、1 - 4番と8・9番の打順はほぼ固定となり、5 - 7番を外崎・栗山・山川の3名で、調子や相手先発投手の左右によって組み替えるという形に収まった。守備面に於いては、浅村退団に伴う二塁手の穴が懸案事項だったが、前年は主に右翼手で出場していた外崎がユーティリティ性を発揮し、定着した。このため、右翼手は木村文紀の出場機会が増加した。

| 打 順 | 守 備 | 選 手    | 打 席 | 打 率 | 本 塁 打 | 打 点 | 盗 塁 | 得 点 圏 | 出 塁 率 | 長 打 率 | O P S | 備 考                                                |
| ----- | ----- | -------- | ----- | ----- | -------- | ----- | ----- | -------- | -------- | -------- | ----- | ---------------------------------------------------- |
| 1     | 中    | 秋山翔吾 | 左    | .303  | 20       | 62    | 12    | .244     | .392     | .471     | .864  | 最多安打、ベストナイン（外）、ゴールデングラブ（外） |
| 2     | 遊    | 源田壮亮 | 左    | .274  | 2        | 41    | 30    | .297     | .324     | .350     | .674  | ベストナイン（遊）、ゴールデングラブ（遊）           |
| 3     | 捕    | 森友哉   | 左    | .329  | 23       | 105   | 3     | .411     | .413     | .547     | .959  | 首位打者、ベストナイン（捕）、最優秀選手             |
| 4     | 三    | 中村剛也 | 右    | .286  | 30       | 123   | 2     | .350     | .359     | .528     | .887  | 打点王、ベストナイン（三）                           |
| 5     | 二    | 外崎修汰 | 右    | .274  | 26       | 90    | 22    | .270     | .353     | .493     | .846  |                                                      |
| 6     | 一    | 山川穂高 | 右    | .256  | 43       | 120   | 1     | .261     | .372     | .540     | .912  | 本塁打王、ベストナイン（一）                         |
| 7     | 指    | 栗山巧   | 左    | .252  | 7        | 54    | 0     | .250     | .333     | .355     | .687  |                                                      |
| 8     | 右    | 木村文紀 | 右    | .220  | 10       | 38    | 16    | .140     | .270     | .343     | .613  |                                                      |
| 9     | 左    | 金子侑司 | 両    | .251  | 1        | 33    | 41    | .252     | .324     | .292     | .616  | 盗塁王                                               |

| 守 備 | 選 手              | 打 席 | 打 率 | 本 塁 打 | 打 点 | 盗 塁 | 得 点 圏 | 出 塁 率 | 長 打 率 | O P S | 備 考                                                      |
| ----- | ------------------ | ----- | ----- | -------- | ----- | ----- | -------- | -------- | -------- | ----- | ---------------------------------------------------------- |
| 捕    | 岡田雅利           | 右    | .262  | 1        | 7     | 0     | .389     | .375     | .393     | .768  | 主にザック・ニールと十亀剣の捕手として14試合にスタメン出場 |
| 内    | エルネスト・メヒア | 右    | .211  | 6        | 31    | 0     | .324     | .286     | .422     | .708  | 代打としてチーム内最多の51試合に出場                       |
| 内    | 佐藤龍世           | 右    | .220  | 2        | 7     | 0     | .176     | .258     | .424     | .682  | 三塁の守備固めなどで52試合に出場                           |
| 内    | 永江恭平           | 左    | .095  | 0        | 1     | 1     | .000     | .240     | .143     | .383  | 代走および内野の守備固めとして27試合に出場                 |
| 内    | 水口大地           | 左    | .000  | 0        | 0     | 2     | .000     | .000     | .000     | .000  | 代走としてチーム内最多の15試合に出場                       |
| 外    | 愛斗               | 右    | .151  | 0        | 3     | 0     | .182     | .196     | .170     | .366  | 代走および外野の守備固めなどで42試合に出場                 |
| 外/内 | 熊代聖人           | 右    | .267  | 0        | 0     | 2     | .250     | .313     | .333     | .646  | 代走および内・外野の守備固めとして33試合に出場             |

### 主なチーム記録
- 打率.265（リーグ1位）
- 安打1299本（リーグ1位）
- 本塁打174本（リーグ2位）
- 得点756（リーグ1位）
- 盗塁134（リーグ1位）

## 2020年以降
2020年シーズンは、チーム打率がリーグ5位の.238、本塁打が同3位の107本、打点が同4位の459点に低下し、チームも3連覇を逃した。
2021年シーズンは、チーム打率はリーグ4位の.249、本塁打が同4位の112本、打点が同5位の496点の結果で、猛威を振るった打棒の回復はならなかった。チームは最下位に沈んだ。
上記のような推移であったが、2022年シーズン時点でも「山賊打線」を引き合いに出した報道がなされることがあった。同年は、山川がホームラン王と打点王の打撃タイトル2冠に輝き、チームの本塁打数もリーグ1位だったが、打率はリーグワーストの.229を記録した。